# Hayao Miyazaki
Hayao Miyazaki (宮崎 駿?, Miyazaki Hayao; Tokyo, 5 gennaio 1941) è un regista, sceneggiatore, animatore, fumettista e produttore cinematografico giapponese.
Con una carriera durata cinquant'anni, Miyazaki è col tempo divenuto l'esponente dell'animazione giapponese più conosciuto all'estero. Il suo nome è inoltre intimamente legato a quello dello Studio Ghibli, studio cinematografico d'animazione da lui fondato nel 1985 insieme al collega e mentore Isao Takahata, oggi ritenuto uno dei più importanti del settore.
È considerato uno dei più influenti animatori della storia del cinema e secondo molti il più grande regista d'animazione vivente: la sua figura è stata paragonata più volte a quella di Walt Disney per l'importanza dei suoi contributi nel settore dell'animazione e ad Akira Kurosawa per la centralità nella storia del cinema giapponese. A Miyazaki secondo molti critici è da attribuire il merito, insieme ad altri colleghi del calibro del già citato Isao Takahata, Hideaki Anno, Katsuhiro Ōtomo, Satoshi Kon e Mamoru Oshii, di aver contribuito a eliminare lo stereotipo dell'animazione giapponese come di una realtà cinematografica e televisiva inferiore o addirittura di valore artistico nullo.
La sua fama internazionale è aumentata dopo le vittorie dell'Orso d'oro e del Premio Oscar per La città incantata, primo anime ad aggiudicarsi tali premi. Alcuni dei suoi dodici lungometraggi hanno detenuto, o detengono tuttora, record d'incassi in patria: Principessa Mononoke fu il film di maggiore incasso nella storia del Giappone prima del colossal Titanic, a sua volta battuto tre anni dopo da La città incantata, la quale rimane la pellicola che ha incassato di più nelle sale nipponiche fino al 2020. Al 2014, quattro suoi film (oltre ai due già citati, anche Il castello errante di Howl e Ponyo sulla scogliera) sono inclusi nella classifica dei 10 più alti incassi della storia in Giappone. La sua lunga attività è stata insignita con il Winsor McCay Award nel 1998, il Leone d'oro al Festival di Venezia del 2005 e con l'Oscar onorario conferitogli dall'Academy nel novembre 2014.
Oltre che nel mondo del cinema e dell'animazione in generale, Miyazaki è apprezzato anche per la sua produzione fumettistica: la sua più importante opera in questo campo è il manga Nausicaä della Valle del vento, dalla quale è liberamente tratto l'omonimo film del 1984, diretto dallo stesso Miyazaki.

## Biografia

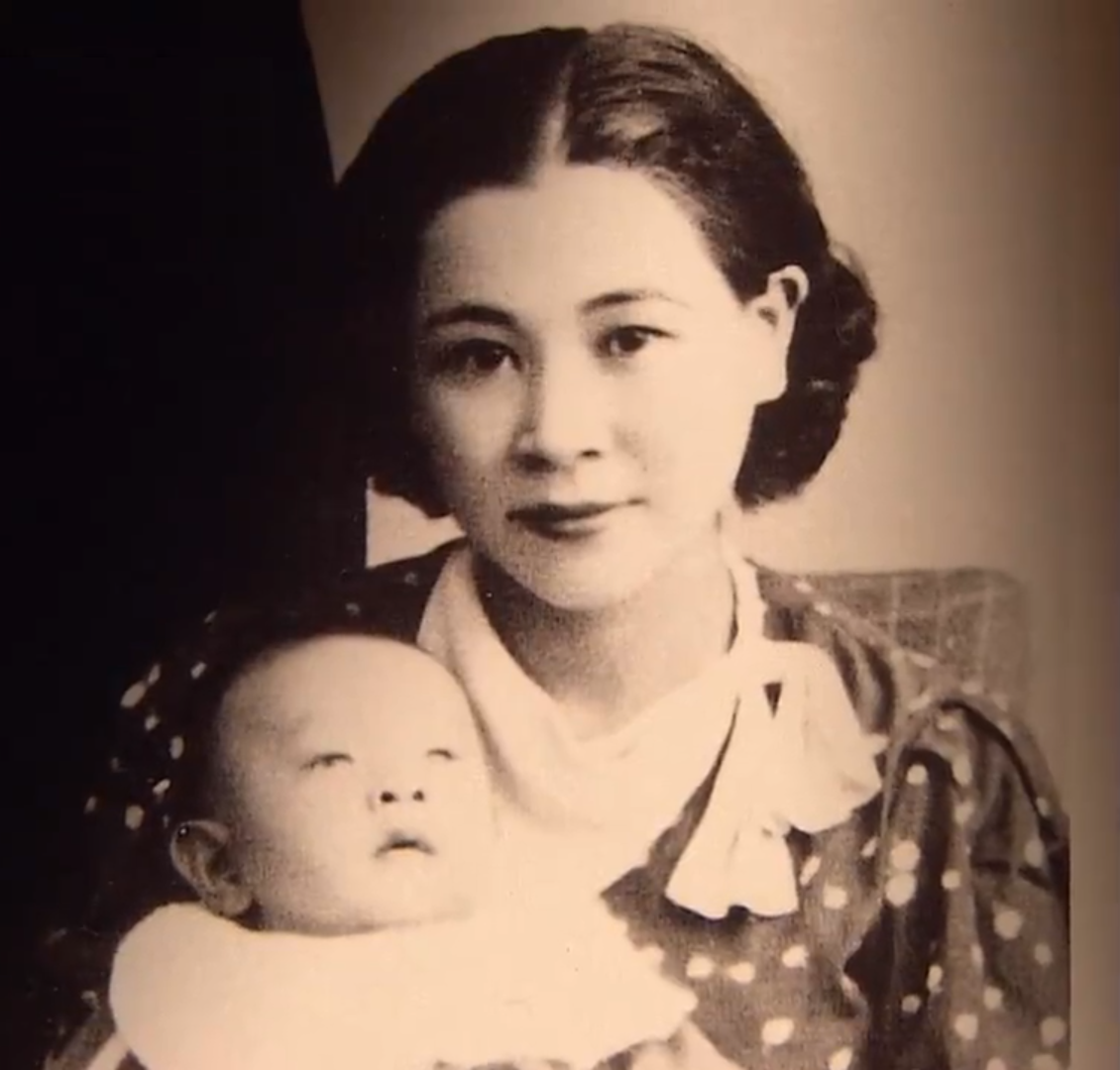
Il piccolo Miyazaki in fasce in braccio a sua madre Yoshiko.

Hayao Miyazaki nacque il 5 gennaio 1941 a Bunkyō, uno dei 23 quartieri speciali di Tokyo, capitale dell'Impero giapponese, secondo dei quattro figli dell'ingegnere aeronautico Katsuji Miyazaki (1915-1993) e di sua moglie Yoshiko (1909-1980). Nonostante l'insorgere del disastroso conflitto bellico egli poté trascorrere sereno la propria infanzia insieme ai fratelli Arita (1939), Yutaka (1944) e Shirou, riuscendo peraltro a vivere in condizioni straordinariamente agiate poiché suo padre Katsuji era direttore della Miyazaki Airplane, l'azienda di famiglia specializzata nella produzione di timoni per i caccia Mitsubishi A6M, aerei centrali nella trama di uno dei suoi film Si alza il vento. Nel dopoguerra il padre passò poi a lavorare, sempre in qualità di ingegnere, per conto della Toyo Radiator Company. Il lavoro del padre e l'azienda di famiglia contribuirono alla grande passione che Miyazaki sviluppò fin da piccolo per il volo e per le macchine volanti e che divenne in seguito uno degli elementi ricorrenti nella sua produzione artistica. Tra il 1947 e il 1955, quando Miyazaki aveva tra i 6 e i 14 anni, sua madre fu ricoverata quasi ininterrottamente in ospedale per una tubercolosi spinale dalla quale si riprese, fino alla morte avvenuta nel luglio 1980. A questo evento il regista fece poi un esplicito riferimento nei film Il mio vicino Totoro e Si alza il vento.

### L'inizio del percorso artistico
Durante l'adolescenza negli anni cinquanta Miyazaki, da sempre appassionato disegnatore, fu conquistato dalla scoperta dei manga e degli anime. Dopo la laurea in scienze politiche ed economia conseguita nel 1963 all'università Gakushūin, entrò a far parte dello staff dei disegnatori nell'importante società della Toei (all'interno della quale incontrò la sua futura moglie). Il suo primo importante contributo lo diede proponendo un miglior finale per il film Garibaa no uchu ryoko, (1965), conosciuto anche come Gulliver's Travels Beyond the Moon.
Alcuni anni più tardi partecipò, sotto la direzione del suo maestro Yasuo Ōtsuka, come animatore chiave e scenografo a Taiyō no Ōji - Horusu no daiboken (edito in Italia dapprima con il titolo La grande avventura del piccolo principe Valiant, quindi con quello de Il segreto della spada del sole), lungometraggio d'animazione diretto da Isao Takahata: era l'inizio di una collaborazione che sarebbe durata nel tempo. Nel frattempo pubblicò il manga Sabaku no tami, negli anni 1969-70.

### Le serie animate e il primo film
Nel 1971 Miyazaki, insieme ai colleghi Isao Takahata e Yōichi Kotabe, seguì Yasuo Ōtsuka alla A Production; per questo studio, insieme a Takahata diresse alcuni episodi (7, 8, 10, 11, 13-23) della prima serie di Lupin III. Sempre allo stesso anno risale il progetto di Nagagutsushita no Pippi, ovvero l'adattamento di Pippi Calzelunghe, mai portato a termine per via del disinteresse dell'autrice Astrid Lindgren verso adattamenti animati delle sue opere; Miyazaki e Yutaka Fujioka si recarono personalmente in Svezia per discutere con la scrittrice, ma non la incontrarono affatto. I materiali preliminari prodotti per Nagagutsushita no Pippi furono dunque riutilizzati per un progetto originale concretizzatosi il successivo 1972 nel mediometraggio Panda! Go, Panda! composto dai due episodi Panda! Go, Panda! (Panda kopanda) e Il circo sotto la pioggia (Amefuri sākasu no maki), entrambi disegnati da Miyazaki e diretti da Takahata.
Nel 1973, Miyazaki e Takahata iniziarono la collaborazione con Zuiyō Pictures, poi Nippon Animation, lavorando ad alcune serie animate relative al programma televisivo di Fuji TV World Masterpiece Theater, che proponeva serie animate di durata annuale basate su romanzi occidentali di letteratura per ragazzi. Furono affidati a lui disegni e layout (un sistema di organizzazione grafica dei fotogrammi prima di essere animati) nelle tre serie dirette da Takahata Heidi (Arupusu no shōjo Heidi) del 1974 (tratto dall'omonimo romanzo di Johanna Spyri), Marco (Haha o tazunete sanzen-ri) del 1975 (da Dagli Appennini alle Ande, una delle storie narrate nel libro Cuore), e Anna dai capelli rossi (Akage no Anne) del 1979 (tratto dall'omonimo romanzo di Lucy Maud Montgomery). Fu inoltre animatore in Rascal, il mio amico orsetto (Araiguma Rasukaru) del 1977 tratto da un romanzo di Sterling North.
Nel 1978 fu prodotta la serie animata Conan il ragazzo del futuro (Mirai shōnen Konan), che riscosse grande successo in Italia, tratta dal romanzo per ragazzi Conan, il ragazzo del futuro di Alexander Key; Miyazaki ne fu regista e character designer (assieme a Yasuo Ōtsuka), nonché curatore delle scenografie e degli storyboard.
Nel 1979 abbandonò Nippon Animation per tornare in TMS e dirigere il suo primo lungometraggio, Lupin III - Il castello di Cagliostro (Rupan Sansei - Kariosutoro no shiro), il secondo dei film dedicati all'omonimo personaggio di Monkey Punch, affiancato ancora una volta da Ōtsuka. Nel 1980 diresse ancora due episodi della seconda serie tv di Lupin III, ovvero l'episodio 145 Albatros, le ali della morte e l'episodio 155 I ladri amano la pace; in particolare in quest'ultimo, che è anche l'episodio conclusivo della serie, Miyazaki inserisce per la prima volta il personaggio del robot-soldato, il cui design verrà da lui stesso riutilizzato cinque anni dopo nel suo film Laputa - Castello nel cielo. Dalla Rai venne cofinanziata la serie Il fiuto di Sherlock Holmes (Meitantei Holmes) di cui diresse i primi sei episodi nel 1982.

### Lo Studio Ghibli e il successo

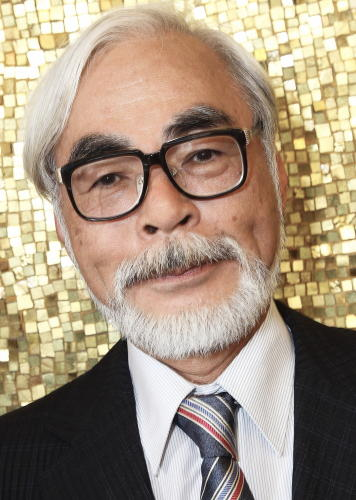
Hayao Miyazaki alla 65ª Mostra internazionale d'arte cinematografica di Venezia del 2008

Nel 1982 la rivista Animage iniziò la pubblicazione del manga Nausicaä della Valle del vento (風の谷のナウシカ?, Kaze no tani no Naushika), disegnato esclusivamente da Miyazaki, e riuscì a convincere l'artista a sceneggiare e dirigere un film tratto dal manga. Prodotto da Takahata per lo studio Topcraft, l'anime Nausicaä della Valle del vento, uscì nelle sale nel 1984.
Il successo ottenuto dal film permise al regista di fare il grande salto: fondare uno studio di produzione proprio. Nel 1985, da Miyazaki e Takahata nacque lo Studio Ghibli (il cui nome deriva da Ghibli, vento caldo del Sahara, ma anche un aereo italiano degli anni 30, dal momento che Miyazaki è un grande appassionato di storia dell'aviazione), in cui i due registi si sarebbero potuti esprimere con la libertà che la loro creatività richiedeva e con le necessarie coperture finanziarie. Miyazaki stabilì, inoltre, un proficuo sodalizio anche con Joe Hisaishi, il compositore di numerose colonne sonore (e degli album "derivati") dei suoi film.
Il primo lungometraggio dello studio vide la luce nel 1986: Laputa - Castello nel cielo (天空の城ラピュタ,?, Tenkū no shiro Laputa), che narrava dell'avventura di due ragazzi, sulle tracce di una misteriosa e magica isola fluttuante nel cielo, (lo spunto fu la città di Laputa, descritta da Jonathan Swift ne I viaggi di Gulliver) premiato miglior film di animazione in Giappone.
Nel 1988, mentre Takahata portava a termine Una tomba per le lucciole Miyazaki presentò Il mio vicino Totoro (となりのトトロ,?, Tonari no Totoro), poetica favola moderna sull'incontro di due bambine con un essere magico chiamato Totoro (la cui sagoma fu poi scelta come logo dello Studio) premiata come miglior film dell'anno in Giappone.
Nel 1989 con Kiki - Consegne a domicilio (魔女の宅急便,?, Majo no takkyubin) iniziarono i successi al botteghino, nel paese del Sol Levante. Con essi arrivò anche l'ingrandimento dello Studio, la produzione di diversi film d'animazione, assunzioni permanenti di collaboratori, l'aumento dei costi e dei rischi: tutto questo ebbe come conseguenza un aumento delle politiche di marketing da parte dello Studio Ghibli.
Nel 1992 Miyazaki portò a termine Porco Rosso (紅の豚,?, Kurenai no buta), il cui titolo internazionale in italiano rimase intradotto nelle altre lingue: esso narrava le avventure di un pilota di caccia dal volto di maiale, leggenda dell'aviazione italiana all'inizio degli anni trenta.
In questi anni il regista si dedicò alla sceneggiatura e alla produzione di molti progetti, nei propri film e in altri prodotti da Ghibli: produsse il film di Takahata Pioggia di ricordi (おもひでぽろぽろ,?, Omohide poro poro) del 1991; collaborò al soggetto di Pom Poko, di Takahata, uscito nel 1994; l'anno successivo fu sceneggiatore e produttore di I sospiri del mio cuore (耳をすませば,?, Mimi wo sumaseba), la cui regia era affidata a Yoshifumi Kondō, sempre all'interno dello Studio.
Dopo alcuni anni di lavorazione uscì nel 1997, Princess Mononoke (もののけ姫,?, Mononoke-hime) che batté ogni record di incassi in Giappone e collezionò numerosi premi. Il film inscenava il difficile rapporto tra l'uomo e la natura (e tra gli uomini stessi), il suo lato violento e quello armonioso, all'interno di un'atmosfera mistica popolata di dei ed era ambientato in Giappone nel periodo Muromachi (1336-1573).
In quest'occasione Miyazaki affermò di volersi dedicare ad altri ruoli all'interno dello Studio Ghibli, lasciando la regia ai giovani autori nel frattempo cresciuti alla sua scuola. Ritornò però presto dietro la macchina da presa e nel 2001 uscì La città incantata (千と千尋の神隠し,?, Sen to Chihiro no kamikakushi) che in patria ripeté l'ormai consueto rituale di successi presso la critica e il pubblico, ma lo stesso avvenne nel resto del mondo: tra i premi vinti l'Orso d'oro al Festival di Berlino e l'Oscar 2003 per il migliore lungometraggio di animazione, premio per altro non ritirato personalmente in segno di protesta contro la guerra in Iraq; anni dopo, infatti, Miyazaki dichiarò di non aver voluto partecipare alla premiazione degli Oscar perché «non volevo far visita a un paese che stava bombardando l'Iraq».
Nel 2004 Miyazaki ha partecipato alla 61ª Mostra internazionale d'arte cinematografica di Venezia con il film Il castello errante di Howl (ハウルの動く城,?, Hauru no ugoku shiro), tratto dall'omonimo romanzo di Diana Wynne Jones. Nel 2005 è stato premiato alla 62ª Mostra internazionale d'arte cinematografica di Venezia con il Leone d'oro alla carriera. Nel 2008 Ponyo sulla scogliera (崖の上のポニョ ?, Gake no ue no Ponyo) venne presentato in anteprima alla 65ª Mostra internazionale d'arte cinematografica di Venezia.

### Ritiro
Nel settembre 2013, durante la 70ª Mostra internazionale d'arte cinematografica di Venezia in occasione della presentazione del film Si alza il vento (風立ちぬ?, Kaze tachinu) Miyazaki annunciò, tramite il presidente dello studio Ghibli Koji Hashino, il proprio ritiro dalle attività cinematografiche legate ai lungometraggi. Alcuni giorni dopo la decisione venne confermata dallo stesso Miyazaki durante una conferenza stampa in cui il regista giapponese indicava i motivi del ritiro nel tempo impiegato per la realizzazione dei suoi film, non più conciliabile con l'età avanzata. L'8 novembre 2014 l'Academy gli conferì l'Oscar onorario. Nel luglio 2015, durante una conferenza dello Studio Ghibli a Tokyo, coerentemente con quanto affermato precedentemente, annunciò il suo impegno in un nuovo progetto relativo non a un lungometraggio, ma a un cortometraggio girato in CGI. Ancora, nel marzo 2016 realizzò il logo per un bus che promuove un progetto ecologista, la costruzione di riserve zoologiche nell'isola di Kumejima.

### Ritorno annunciato conIl ragazzo e l'airone
Durante lo special televisivo Never-Ending Man: Hayao Miyazaki (終わらない人 宮崎駿?, Owaranai Hito: Miyazaki Hayao) andato in onda su NHK il 13 novembre 2016 e distribuito anche in Italia nei cinema il 14 novembre 2017 a cura di Dynit e Nexo Digital, era stato rivelato in esclusiva che Hayao Miyazaki, vista l'insoddisfazione provata per la produzione di Kemushi no Boro, un corto in CGI per il Museo Ghibli, sarebbe stato intenzionato a tornare a lavorare su un nuovo lungometraggio, la cui produzione avrebbe richiesto più di cinque anni di lavorazione. L'opera cinematografica, dal titolo Kimi-tachi wa dō ikiru ka (君たちはどう生きるか?), traducibile in italiano "E voi come vivrete?", sarebbe stata ispirata al romanzo omonimo del 1937 di Genzaburō Yoshino.
Toshio Suzuki ha dichiarato che Miyazaki ha concepito l'opera come un ultimo dono da fare a suo nipote, un modo per comunicargli: «Il nonno se ne andrà presto all'altro mondo, ma sta lasciando questo film dietro di sé perché ti ama». La produzione è cominciata nel luglio 2016 senza ricevere un'approvazione ufficiale, con la previsione di completarla entro il 2019, anche se a dicembre 2019 erano state realizzate solo il 15% delle scene. Lo Studio Ghibli è stato riaperto per l'occasione e sono stati richiamati molti degli ex dipendenti e collaboratori, con la previsione iniziale di lavorare per poco più di tre anni. Temendo inoltre di non poter vedere completata l'opera, vista la sua età avanzata, il produttore ha affermato che il regista si sia concentrato esclusivamente sullo storyboard.
Dopo sette anni di lavorazione, il film, il cui titolo in italiano, è stato riadattato come Il ragazzo e l'airone, è uscito nei cinema giapponesi il 14 luglio 2023. La promozione del film è stata caratterizzata da uno stile minimale, senza ricorso a trailer o a pubblicità e con la sola presentazione di una locandina costituita da un ingrandimento di un bozzetto di uno dei protagonisti, l'airone. Il 10 marzo 2024, l'opera ha ricevuto il premio Oscar come Miglior film d'animazione.

## Miyazaki e l'occidente
Regista, autore di numerosi cartoni animati e di manga, Hayao Miyazaki ha conosciuto con le proprie opere un enorme successo in patria, accolto con entusiasmo da pubblico e critica, ma in occidente è rimasto a lungo poco conosciuto fuori dagli ambiti specializzati.
L'Orso d'oro per La città incantata nel 2002 e il premio Oscar per il miglior film d'animazione ottenuto con la stessa pellicola nel 2003 (questo non ritirato personalmente per protesta contro la guerra in Iraq), hanno consacrato Miyazaki tra i maestri assoluti dell'animazione mondiale. A conferma di ciò anche il Leone d'oro alla carriera assegnato durante la 62ª Mostra internazionale d'arte cinematografica di Venezia.

## Influenze
(Akira Kurosawa su Hayao Miyazaki)
Miyazaki ha dichiarato di essere stato influenzato da numerosi autori e opere e che da ognuno di essi ha preso qualcosa, salvo però farlo proprio e usandolo per costruire qualcosa di diverso e di fortemente individuale.
Tra gli autori occidentali che hanno influenzato il suo lavoro sono da citare Ursula K. Le Guin, Lewis Carroll e Diana Wynne Jones. Miyazaki stesso ha confidato a Le Guin che il Ciclo di Earthsea è stata una grande influenza in tutte le sue opere e che tiene i libri dell'autrice sul comodino. In un'intervista trasmessa da BBC Choice il 10 giugno 2002, Miyazaki ha citato le autrici inglesi Eleanor Farjeon, Rosemary Sutcliff e Philippa Pearce come influenze. Il regista ha anche espresso pubblicamente il suo apprezzamento per le storie di Roald Dahl a proposito di piloti e di aerei. Come nei film di Miyazaki, questi autori creano dei mondi immaginari, in cui è fortemente presente l'allegoria e i loro personaggi hanno motivazioni complesse e spesso ambigue.
Miyazaki e il fumettista francese Jean Giraud (meglio conosciuto con lo pseudonimo di Moebius) si sono influenzati a vicenda e sono diventati amici in seguito alla loro ammirazione reciproca. L'Hôtel des Monnaies ha tenuto una mostra sui loro lavori intitolata Miyazaki et Moebius: Deux Artistes Dont Les Dessins Prennent Vie che si è tenuta dal 1º dicembre 2004 al 13 aprile 2005. Entrambi gli artisti erano presenti all'inaugurazione. A testimonianza della grande stima reciproca tra i due artisti, Jean Giraud ha chiamato sua figlia Nausicaa, come l'eroina di Miyazaki. Inoltre Miyazaki è stato influenzato profondamente anche da un altro scrittore francese, Antoine de Saint-Exupéry, del quale ha illustrato le copertine giapponesi di Volo di notte e Terre des hommes.
Jurij Borisovič Norštejn, noto regista russo, è amico personale di Miyazaki, il quale l'ha elogiato definendolo "un grande artista". Il suo film Il riccio nella nebbia è spesso citato come uno dei film d'animazione preferiti da Miyazaki. Il cineasta giapponese ha anche dichiarato che La regina delle nevi, un film d'animazione sovietico, è stata una delle sue prime ispirazioni, che lo motivò a rimanere nel mondo dell'animazione.
Per quanto riguarda le influenze del cinema giapponese, Miyazaki ha detto che l'ispirazione per diventare animatore gli venne da La leggenda del serpente bianco nel 1958, considerato il primo anime moderno. È stato anche influenzato da Akira Kurosawa, riconoscendo al regista nipponico il merito di aver portato l'attenzione mondiale sul cinema giapponese, con i successi dei suoi film Rashomon, I sette samurai e La sfida del samurai. Un'altra influenza è stata Osamu Tezuka, che è stato un pioniere di stile e tecniche nel mondo dei manga. Miyazaki, riferendosi a Princess Mononoke, ha dichiarato: «mi sarebbe piaciuto se Osamu Tezuka l'avesse potuto vedere».

## Tematiche
(Marco Müller, direttore della Mostra del Cinema di Venezia, a proposito di Hayao Miyazaki)
Stando alle dichiarazioni di Miyazaki, i suoi film non sono sviluppati seguendo uno schema prestabilito e sperimentato, o trattando un tema ricorrente. Tuttavia molti dei suoi film presentano delle ricorrenze a livello di temi trattati, di scenari o di personaggi. Il mondo di Miyazaki è fondato sull'educazione, sulla sensibilizzazione e la curiosità, sull'animazione a scala d'infanzia, su valori universali ed ecologici.

### Infanzia
(Hayao Miyazaki)
Escludendo Jirō in Si alza il vento, Marco in Porco Rosso e Lupin ne Il castello di Cagliostro, i protagonisti dei film di Miyazaki sono sempre bambini o adolescenti. Miyazaki ha dichiarato che quando immagina i suoi scenari e personaggi, spontaneamente li immagina come bambini. Ad esempio, Il mio vicino Totoro ha come protagoniste due bambine che, a differenza degli adulti, sono in grado di vedere il mondo degli spiriti, e in Ponyo sulla scogliera un ragazzo, Sōsuke, fa amicizia con una creatura magica marina. Kiki - Consegne a domicilio e La città incantata trattano il tema della crescita e della maturità.
Miyazaki esprime una grande attenzione nei confronti dei bambini e degli anni in cui si è giovani, dicendo che «il paradiso risiede nei ricordi della nostra infanzia. In quei giorni eravamo protetti dai nostri genitori ed eravamo innocentemente incoscienti dei tanti problemi che ci circondavano». La sua visione dell'infanzia nella società contemporanea è tuttavia pessimistica, valutando negativamente la dipendenza dei bambini dal "mondo virtuale" e la mancanza di contatto con la natura. Proprio per questo, egli crea i suoi film ispirato dai bambini vicino a sé, con l'obiettivo di «capire il loro mondo».
Anche se per natura ha una visione pessimista delle cose, Miyazaki ha un grande rispetto e affetto nei confronti dei bambini e spera che possano crescere facendosi le proprie idee sul mondo che li circonda, senza che gli adulti impongano loro la propria visione delle cose. Non vuole infatti caricarli con un cinismo prematuro.

### Bene e male
Alcuni dei primi film di Miyazaki presentavano dei "cattivi" effettivamente tali, come in Lupin III - Il castello di Cagliostro e Laputa - Castello nel cielo. Altre sue produzioni successive, invece, sono caratterizzate per la totale assenza di personaggi negativi, come ne Il mio vicino Totoro e Kiki - Consegne a domicilio. Generalmente, i personaggi di Miyazaki sono dinamici, in grado di cambiare, e non facilmente classificabili in tradizionali dicotomie bene-male. Infatti, molti suoi personaggi "cattivi" (se presenti) hanno comunque un fondo di bontà, e non sono saldamente definiti nel ruolo di antagonisti.
In Princess Mononoke, Lady Eboshi distrugge la foresta per ottenere materie prime per scopi industriali, senza preoccuparsi per la vita degli animali, tuttavia i lebbrosi e le schiave che ospita nella Città del Ferro hanno un grande rispetto per lei. Lo stesso finale del film richiama alla riconciliazione, piuttosto che alla sconfitta di un male incurabile. Questo tema è insolito per un film d'animazione, dato che la maggior parte dei film di questo genere tende a dividere chiaramente il bene dal male. A proposito di La città incantata, Miyazaki ha affermato: «l'eroina [è] gettata in un luogo in cui il bene e il male coabitano. […] Riesce a uscirne non perché ha distrutto il "male", ma perché ha acquisito la capacità di sopravvivere».
Miyazaki ha spiegato che la mancanza di una distinzione netta tra bene e male è dovuta alle sue opinioni sul ventunesimo secolo come un tempo complesso, in cui le vecchie norme non sono più applicabili e devono essere riesaminate. Stereotipi semplici come "bene" e "male" non possono più essere utilizzati, anche in film per bambini.

### Ruolo delle donne
Miyazaki è stato definito femminista dal presidente dello Studio Ghibli Toshio Suzuki, in riferimento alla sua visione nei confronti delle donne lavoratrici.
Le donne occupano una parte di rilievo nelle sue opere, trovandosi spesso in ruoli importanti, se non proprio nel ruolo di protagoniste: di fatto le protagoniste sono femmine in tutti i suoi film ad esclusione di Lupin III, Porco Rosso, Ponyo sulla scogliera e Si alza il vento e anche in questi ultimi le donne ricoprono ruoli importanti. Sono spesso figure femminili forti che vanno contro i ruoli di genere comuni dell'animazione giapponese. Per esempio sono donne a riparare l'aereo di Marco in Porco Rosso, a lavorare nell'impianto termale ne La città incantata, ad abitare la Città del Ferro e a lavorare nella fornace in Princess Mononoke. Anche in film più leggeri come Kiki - Consegne a domicilio, tutti i personaggi principali sono donne che lavorano, come l'artista Ursula, la panettiera Orsono, la fashion-designer Maki e le streghe Kiki e Kokiri.

### Pacifismo
Sia Nausicaä della Valle del vento che Princess Mononoke presentano forti critiche alla guerra. Porre fine all'odioso conflitto tra gli uomini e la natura diventa la forza trainante di Ashitaka in Princess Mononoke. Nella versione manga di Nausicaä, invece, Miyazaki dedica molto spazio e cura a rappresentare la brutalità e la sofferenza della guerra. Il mondo post-apocalittico che emerge è pieno di resti di antiche civiltà che si sono estinte con le guerre e la distruzione dell'ambiente. In Laputa - Castello nel cielo, l'esercito è ritratto come stupidamente e inutilmente violento, avido e autoritario. Ne Il castello errante di Howl, la visione negativa che ha Howl nei confronti della guerra è molto esplicita ed egli si rifiuta di unirsi alla lotta a qualsiasi titolo ufficiale. Nonostante questo, però, non può esimersi dal partecipare al conflitto sfruttando la sua trasformazione in uccello demone, nella speranza che il suo contributo possa avere un impatto positivo e porre fine alla guerra.
Nel 2003, quando La città incantata ha vinto l'Oscar come miglior film d'animazione, Miyazaki non ha partecipato personalmente alla premiazione. La sua assenza è stata in seguito da lui stesso motivata: «non volevo visitare un paese che stava bombardando l'Iraq».

### Ambientalismo
(Hayao Miyazaki)
I film di Miyazaki sottolineano spesso il tema dell'ambientalismo e la fragilità del pianeta Terra, in particolare nel contesto di criticare l'eccessivo sviluppo e la minaccia dell'inquinamento.
Ne Il mio vicino Totoro, le sorelle Satsuki e Mei si trasferiscono dalla città in campagna, imparando a vivere a contatto con la natura. A questa coscienza ecologica fa eco Princess Mononoke che presenta una foresta primordiale, piena di alberi, di fiori e popolata da animali. Ne La città incantata, le preoccupazioni ambientali di Miyazaki sono incarnate dallo "spirito del cattivo odore", lo spirito di un fiume inquinato, che cerca sollievo nelle terme di Yubaba. Miyazaki ha dichiarato che l'ispirazione per la scena della sua pulizia è stata una sua esperienza personale quando ha contribuito a pulire un fiume inquinato vicino a casa sua. Questo tema si riflette anche nella storia dello spirito del fiume Kohaku, il cui corso e relativo letto sono stati distrutti per far spazio a un progetto edilizio. Da ultimo, in Ponyo sulla scogliera, il padre della pesciolina mostra una forte antipatia per gli esseri umani e la loro sporcizia. Ciò è dimostrato dalla condizione disgustosa della zona della baia dove vive Sosuke e dal fatto che la rete non cattura altro che spazzatura.
In un'intervista concessa a Margaret Talbot di The New York, Miyazaki ha affermato che crescere nel periodo Shōwa è stato per lui un momento triste, perché l'intero periodo è stato segnato da una massiccia distruzione della natura, di montagne e di fiumi in nome del progresso economico. Inoltre, a suo parere, gran parte della cultura moderna «è sottile e superficiale e falsa», e non del tutto scherzosamente ha auspicato un futuro apocalittico in cui «Tokyo sarà sommersa dall'oceano e la torre NTV diventerà un'isola, quando la popolazione umana crollerà e non ci saranno più grattacieli».

### Volo
Il volo, in particolare quello umano, è un tema ricorrente nei film di Miyazaki. Suo padre era coproprietario di una fabbrica di parti per aerei e il suo amore per le macchine volanti gli deriva probabilmente dall'esserne a contatto fin dalla più tenera età. La sua idea di volo, ha dichiarato, è legata a una forma di liberazione dalla gravità.
Oltre ai molti dispositivi aerei e ai disegni di Laputa - Castello nel cielo, che è una città volante, questo tema si ritrova in Nausicaä della Valle del vento, dove la protagonista pilota un dispositivo chiamato "Mehve", in Kiki - Consegne a domicilio, dove Kiki è una giovane strega che vola a cavallo del suo manico di scopa, in Il mio vicino Totoro, dove Totoro trasporta Satsuki e Mei nel cielo notturno, nel film La città incantata, dove Chihiro viene trasportata sulla schiena di Haku mentre questi è in volo trasformato nella sua forma di drago, nel film Il castello errante di Howl, dove Howl e Sophie camminano in cielo passando sulla loro città.
Tra le sue opere che mettono in primo piano il tema del volo sono da citare Porco Rosso, in cui il protagonista è un aviatore e l'intera trama si basa sul volo, sui velivoli e sui combattimenti aerei. In questo film tra l'altro Miyazaki cita famosi piloti italiani come Francesco Baracca, Arturo Ferrarin e Adriano Visconti, confermando la sua passione per l'Italia, gli aerei italiani e la Regia Aeronautica.
Il cortometraggio dello Studio Ghibli Kūsō no kikaitachi no naka no hakai no hatsumei, che è completamente dedicato alle meraviglie del volo ed è doppiato dallo stesso Miyazaki. Anche il film Si alza il vento, uscito nel 2013, parla di uomini legati al volo: biografia romanzata di Jirō Horikoshi, ingegnere aeronautico degli anni trenta e quaranta, il film ne narra la vita e gli aerei, rendendo omaggio in molte sequenze oniriche anche al pioniere dell'aviazione italiana e anch'esso ingegnere aeronautico Giovanni Battista Caproni.

### Amore
Molti dei film di Miyazaki hanno a che fare con il potere dell'amore. Esso è sufficiente a rompere maledizioni imposte sulle persone. Nel film La città incantata, Kamajii racconta a Haku che Chihiro lo ha salvato dalla maledizione di Zeniba utilizzando la forza del suo amore per lui. Nel film Il castello errante di Howl la fiducia di Sophie in se stessa e il suo amore per Howl rompono la maledizione posta su di lei dalla Strega delle Lande. Nella sceneggiatura di Miyazaki del film I sospiri del mio cuore l'amore di Shizuku per Seiji la spinge a seguire la sua passione per la scrittura e a scrivere il libro mentre Seiji è a Cremona. In Ponyo sulla scogliera, se l'amore di Sōsuke per Ponyo si fosse rivelato vero (come poi è stato confermato), allora il mondo sarebbe stato salvato.

### Politica
Miyazaki ha partecipato, alla fine degli anni sessanta, ai movimenti di sinistra e alle lotte sindacali all'interno della Toei. L'influenza dell'interesse giovanile di Miyazaki nel marxismo è ravvisabile, per certi versi, in film come Laputa - Castello nel cielo, in cui la classe operaia è ritratta in termini idealizzati. Paradigmatico delle credenze politiche del regista è il caso della felice comune agricola di High Harbor nella serie Conan il ragazzo del futuro, contrapposta alla tecnocratica Indastria.
Miyazaki si è distaccato dal marxismo in seguito alla creazione del suo manga Nausicaa della Valle del vento. Tuttavia condivide ancora molte idee che si potrebbero definire socialiste ed è critico nei confronti del capitalismo, della globalizzazione e del loro impatto sulla vita moderna. Chiamato a commentare il film d'animazione del 1954 La fattoria degli animali, ha dichiarato che «lo sfruttamento non si trova solo nel comunismo, il capitalismo è un sistema che agisce allo stesso modo. Credo che un'azienda debba essere proprietà comune delle persone che ci lavorano, ma questa è un'idea socialista».
Nel 2013, Miyazaki ha criticato la politica del Primo Ministro Shinzo Abe e la proposta di emendamento costituzionale che avrebbe permesso ad Abe di rivedere la clausola che vieta la guerra come mezzo per risolvere le controversie internazionali. Miyazaki ha ritenuto che Abe volesse "lasciare il suo nome nella storia come un grande uomo che ha rivisto la Costituzione e la sua interpretazione", descrivendolo come "spregevole". Nel 2015, Miyazaki ha disapprovato la negazione da parte di Abe dell'aggressione militare dell'impero giapponese, affermando che il Giappone "dovrebbe dire chiaramente che [ha] inflitto enormi danni alla Cina ed esprimere profondo rimorso per questo". Riteneva che il governo avrebbe dovuto porgere "scuse adeguate" alle donne di conforto coreane che erano state costrette a servire l'esercito giapponese durante la Seconda Guerra Mondiale. Dopo l'uscita di Si alza il vento nel 2013, alcuni critici online hanno etichettato Miyazaki come "traditore" e "anti-giapponese", descrivendo il film come eccessivamente "di sinistra". Miyazaki ha riconosciuto i valori di sinistra nei suoi film, citando la sua influenza e il suo apprezzamento per il comunismo come definito da Karl Marx, ma ha criticato il sistema politico dell'Unione Sovietica. Nel 2003, Miyazaki si è rifiutato di partecipare alla 75ª edizione degli Academy Awards a Hollywood per protestare contro l'invasione dell'Iraq da parte degli Stati Uniti, e in seguito ha dichiarato di "non voler visitare un paese che stava bombardando l'Iraq".

## Opere

### Regia, sceneggiatura e storyboard

#### Lungometraggi
- Lupin III - Il castello di Cagliostro (ルパン三世 カリオストロの城, Rupan Sansei: Kariosutoro no shiro) (1979)
- Nausicaä della Valle del vento (風の谷のナウシカ, Kaze no tani no Naushika) (1984)
- Laputa - Castello nel cielo (天空の城ラピュタ, Tenkū no shiro Rapyuta) (1986)
- Il mio vicino Totoro (となりのトトロ, Tonari no Totoro) (1988)
- Kiki - Consegne a domicilio (魔女の宅急便, Majo no takkyūbin) (1989)
- Porco Rosso (紅の豚, Kurenai no buta) (1992)
- Princess Mononoke (もののけ姫, Mononoke-hime) (1997)
- La città incantata (千と千尋の神隠し, Sen to Chihiro no kamikakushi) (2001)
- Il castello errante di Howl (ハウルの動く城, Hauru no ugoku shiro) (2004)
- Ponyo sulla scogliera (崖の上のポニョ, Gake no ue no Ponyo) (2008)
- Si alza il vento (風立ちぬ, Kaze tachinu) (2013)
- Il ragazzo e l'airone (君たちはどう生きるか, Kimi-tachi wa dō ikiru ka) (2023)

#### Serie televisive
- Le avventure di Lupin III (ルパン三世, Rupan Sansei) - serie animata, episodi 7-8, 10-11 13-23 (1971-1972)
- Conan il ragazzo del futuro (未来少年コナン, Mirai shōnen Konan) - serie animata, tutti e 26 gli episodi (1978)
- Le nuove avventure di Lupin III (ルパン三世, Rupan Sansei) - serie animata, episodi 145,155 come lo pseudonimo Tsutomu Teruki (1980)
- Il fiuto di Sherlock Holmes (名探偵ホームズ, Meitantei Hōmuzu) - serie animata, episodi 3-5, 9-11 (1984-1985)

#### Spot televisivi
- Sora iro no tane (そらいろのたね, Rieko Nakagawa) (1992)
- Nandarō (なんだろう, Nandarō) (1992)

#### Videoclip
- On Your Mark (オン・ユア・マーク, On yua māku) (1995)

#### Cortometraggi destinati al Museo Ghibli
- Koro no dai-sanpo (コロの大さんぽ, Koro no dai-sanpo) (2001)
- Kujiratori (くじらとり, Kujiratori) (2001)
- Mei to Konekobasu (めいとこねこバス, Mei to Konekobasu) (2002)
- Kūsō no sora tobu kikaitachi (空想の空飛ぶ機械達, Kūsō no sora tobu kikaitachi) (2002)
- Mizugumo Monmon (水グモもんもん, Mizugumo Monmon) (2006)
- Yadosagashi (やどさがし, Yadosagashi) (2006)
- Hoshi wo katta hi (星をかった日, Hoshi wo katta hi) (2006)
- Chū zumō (ちゅうずもう, Chū zumō) (2010)
- Kemushi no Boro (毛虫のボロ, Kemushi no Boro) (2018)

### Sceneggiatura e/o storyboard
- Panda! Go, Panda! (パンダコパンダ, Panda kopanda), regia di Isao Takahata (1972) - mediometraggio
- Akadō Suzunosuke (赤胴鈴之助, Akado Suzunosuke) - serie animata (1972) - storyboard
- Il circo sotto la pioggia (パンダコパンダ 雨ふりサーカスの巻, Panda Kopanda amefuri sākasu no maki), regia di Isao Takahata (1973) - mediometraggio
- I sospiri del mio cuore (耳をすませば, Mimi wo sumaseba), regia di Yoshifumi Kondō (1995)
- Arrietty - Il mondo segreto sotto il pavimento (借りぐらしのアリエッティ, Karigurashi no Arrietty), regia di Hiromasa Yonebayashi (2010)
- La collina dei papaveri (コクリコ坂から, Kokuriko-zaka kara), regia di Gorō Miyazaki (2011)

### Manga
- Nagagutsu o haita neko (1969)
- Sabaku no tami (砂漠の民, Sabaku no tami) (1969-1970)
- Dōbutsu takarajima (1971)
- Nausicaä della Valle del vento (風の谷のナウシカ, Kaze no tani no Naushika) (1982-1994)
- Il viaggio di Shuna (シュナの旅, Shuna no tabi) (1983)
- Miyazaki Hayao no Zassō nōto (宮崎駿の雑想ノート, Miyazaki Hayao no Zassō nōto) (1984-1994) - raccolta antologica
- Hikōtei jidai (飛行艇時代, Hikōtei jidai) (1989)
- Hansu no Kikan (1994)
- Otto Carius: Doromamire no Tora (1998-99)
- Kaze tachinu (風立ちぬ, Kaze tachinu) (2009)

### Animazione
- Wanwan chūshingura (わんわん忠臣蔵, Wanwan chūshingura) (1963) (intercalazione)
- Ōkami shōnen Ken (狼少年ケン, Ōkami shōnen Ken) (1963) (intercalazione)
- Shōnen ninja kaze no Fujimaru (少年忍者風のフジ丸, Shōnen ninja kaze no Fujimaru) (1964)
- Hustle Punch (ハッスルパンチ, Hassuru Panchi) (1965)
- Gulliver no uchū ryokō (ガリバーの宇宙旅行, Gulliver no uchū ryokō) (1965) (intercalazione)
- Rainbow sentai Robin (レインボー戦隊ロビン, Reinbō Sentai Robin) (1966)
- Sally la maga (魔法使いサリー, Mahōtsukai Sarī) (1966)
- La grande avventura del piccolo principe Valiant (太陽の王子 ホルスの大冒険, Taiyō no ōji - Horusu no daibōken) (1968)
- Il gatto con gli stivali (長靴をはいた猫, Nagagutsu o haita neko) (1969)
- Soratobu Yūreisen (空飛ぶゆうれい船, Soratobu Yūreisen) (1969)
- Lo specchio magico (ひみつのアッコちゃん, Himitsu no Akko-chan) (1969)
- Moomin (ムーミン, Mūmin) (1969)
- Gli allegri pirati dell'isola del tesoro (どうぶつ宝島, Dōbutsu takarajima) (1971)
- Ali Babà e i 40 ladroni (アリババと40匹の盗賊, Ari-Baba to yonjuppiki no tozoku) (1971)
- Hela Supergirl (さるとびエッちゃん, Sarutobi Ecchan) (1971)
- Yuki no taiyō (ユキの太陽, Yuki no taiyō) (1972)
- Sam il ragazzo del West (荒野の少年イサム, Koya no shōnen Isamu) (1973)
- Samurai Giants (侍ジャイアンツ, Samurai Jaiantsu) (1973)
- Il fedele Patrash (フランダースの犬, Furandāsu no inu) (1975)
- Rascal, il mio amico orsetto (あらいぐまラスカル, Araiguma Rasukaru) (1977)
- Space Adventure Cobra (1982)
- Nandarō (なんだろう, Nandarō) (1992) - spot televisivo animato

### Scenografia
- La grande avventura del piccolo principe Valiant (太陽の王子 ホルスの大冒険, Taiyō no ōji - Horusu no daibōken) (1968)
- Heidi (アルプスの少女ハイジ, Arupusu no shōjo Haiji) (1974)
- Marco (母をたずねて三千里, Haha o tazunete sanzen ri) (1976)
- Anna dai capelli rossi (赤毛のアン, Akage no An) (1979)

### Progetto e pianificazione
- Gli allegri pirati dell'isola del tesoro (どうぶつ宝島, Dōbutsu takarajima) (1971)
- Heidi (アルプスの少女ハイジ, Arupusu no shōjo Haiji) (1974)
- Marco (母をたずねて三千里, Haha o tazunete sanzen ri) (1976)
- Anna dai capelli rossi (赤毛のアン, Akage no An) (1979)
- Pom Poko (平成狸合戰ぽんぽこ, Heisei tanuki gassen Ponpoko) (1994)
- Arrietty - Il mondo segreto sotto il pavimento (借りぐらしのアリエッティ, Karigurashi no Arrietty) (2010)
- Chū zumō (ちゅうずもう, Chū zumō) (2010) - proiettato al museo Ghibli
- Takara sagashi (たからさがし, Takara sagashi) (2011) - proiettato al museo Ghibli

### Produzione
- Yanagawa horiwari monogatari (柳川堀割物語, Yanagawa Horiwari Monogatari) (1987)
- Pioggia di ricordi (おもひでぽろぽろ, Omohide poro poro) (1991)

## Riconoscimenti
- Premio Oscar
  - 2003 - Miglior film d'animazione per La città incantata
  - 2006 - candidatura al miglior film d'animazione per Il castello errante di Howl
  - 2014 - candidatura al miglior film d'animazione per Si alza il vento
  - 2015 - Oscar onorario[59]
  - 2024 - Miglior film d'animazione per Il ragazzo e l'airone
- Golden Globe
  - 2014 - candidatura al miglior film straniero per Si alza il vento
  - 2024 - Miglior film d'animazione per Il ragazzo e l'airone
- Premio BAFTA
  - 2004 - Candidatura al miglior film d'animazione per La città incantata
  - 2024 - Miglior film d'animazione per Il ragazzo e l'airone
- Festival internazionale del cinema di Berlino
  - 2002 - Orso d'oro per La città incantata
- Altri premi
  - Person of Cultural Merit in Giappone[60].
  - Science Fiction and Fantasy Hall of Fame[61].